# Граф Нулин
«Граф Ну́лин» — короткая шуточная поэма, написанная Пушкиным всего за два утра 13 и 14 декабря 1825 года во время ссылки в Михайловском. «Бывают странные сближенья…» — обронил поэт, узнав, что как раз на это время пришлось выступление декабристов на Сенатской площади.

## Сюжет
Пока молодой барин отбывает на осеннюю охоту, его жена Наташа скучает в усадебном доме. Безрадостное наблюдение за хозяйственными делами («Три утки полоскались в луже; Шла баба через грязный двор Бельё повесить на забор») прерывает появление гостя, чья коляска перевернулась поблизости: «Граф Нулин из чужих краёв, Где промотал он в вихре моды Свои грядущие доходы, Себя казать, как чудный зверь, В Петрополь едет он теперь».
Ночью граф Нулин пытается соблазнить молодую провинциальную барыню, тайком пробравшись к ней в спальню, но, получив пощёчину, ретируется. Утром Наташа ведёт себя как ни в чём ни бывало, и граф Нулин вновь тешит себя надеждами, однако возвращение мужа вынуждает его покинуть усадьбу. В конце поэмы содержится намёк, что Наташа вовсе не так чиста, как может показаться читателю: ночные похождения незадачливого графа больше всего забавляют её соседа Лидина, «помещика двадцати трёх лет».

## Публикация
Поэма напечатана полностью в «Северных цветах» за 1828 год и частично (первые 30 стихов) в «Московском вестнике» от февраля 1827 года. Николай I, вызвавшийся быть личным цензором поэта, передал через Бенкендорфа, что прочёл поэму с удовольствием, однако при печати велел заменить две чересчур смелые строки («Порою с барином шалит» и «Коснуться хочет одеяла»), что и было исполнено. В декабре 1828 года «Граф Нулин» был опубликован под одной обложкой с поэмой Баратынского «Бал» под общим названием «Две повести в стихах».
После публикации поэмы Н. Надеждин упрекал её автора в «безнравственности» и в легковесности содержания произведения. Журналистов, привыкших к «высокому штилю» поэзии, смутило введение в неё прозаизмов — элементов «презренной прозы» (фонетических, лексических и синтаксических). Пушкин отозвался на критику эпиграммами «Мальчишка Фебу гимн поднёс», «Притча» и «Надеясь на моё презренье».

## Отход от романтизма
По характеристике Д. С. Мирского, «Граф Нулин» — «блестящий и остроумный анекдот в стихах», написанный в той же ироничной, реалистической манере, что и «Евгений Онегин».
В советском пушкиноведении «Граф Нулин» трактовался как первое законченное реалистическое произведение Пушкина. Вместе с тем автор вышучивает «фламандской школы пёстрый сор». При написании этого лёгкого юмористического водевильного текста он отошёл от господствовавшего в те годы романтизма. Повествование подчинено задаче отобразить быт господ средней руки на фоне типичных среднерусских декораций.
Стиль этой поэмы — практически разговорный, язык чрезвычайно простой, иногда пародийно репрезентирующий возвышенную романтическую лексику. В целом стилевую специфику можно охарактеризовать в рамках традиционного для творчества Пушкина середины 1820-х годов приёма плавного перехода от высокопоэтического романтического дискурса, творчески обыгранного поэтом, к лёгкому и непринуждённому шутливо-ироничному тону. Иногда такой новаторский для русской литературы стилевой переход осуществляется плавно и ритмично, а иногда — быстро и неожиданно, что создаёт неповторимое настроение поэмы.
По замечанию С. М. Бонди, в «Графе Нулине» шутливая трансформация языка и нарочитая легкомысленность сюжета являются самоцелью и самоценностью, что может быть воспринято как игра с читателем, в которой последний предстаёт как статусно равный поэту.

## Бурлеск

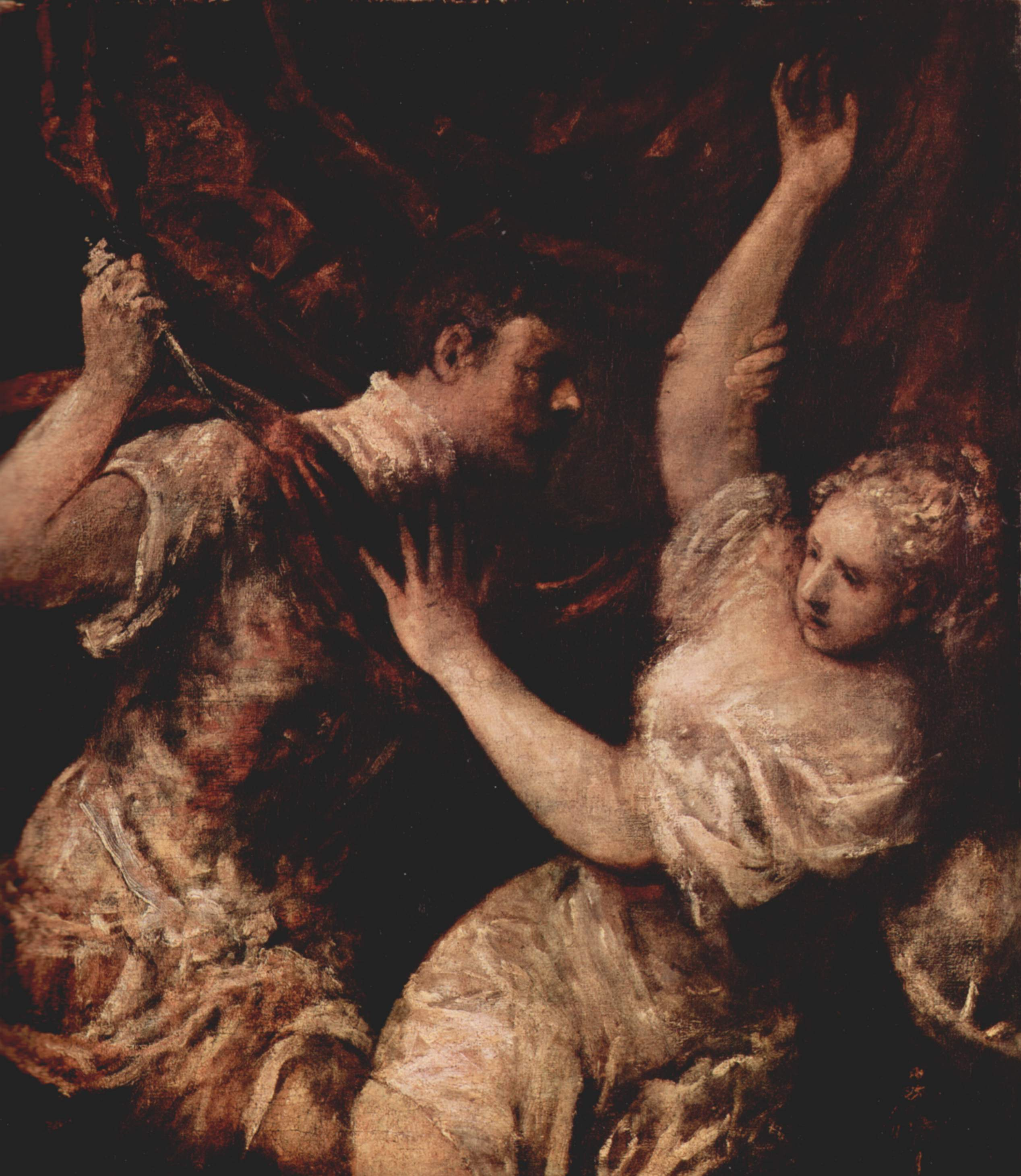
Тарквиний и Лукреция (с картины Тициана)

Сам Пушкин в разъяснительных заметках к «Графу Нулину» раскрыл ироикомический срез поэмы. Сюжет представляет собой нарочито сниженную (пародийную) интерпретацию шекспировской поэмы «Лукреция». В то же время незатейливой сюжетной канвой и жанровым языком своего текста он приучает читателя и критика к высокопоэтическому восприятию обыденности. Он подчёркнуто дистанцируется от романтического канона описания художественной действительности, помещая главную героиню поэмы не в устоявшийся элегический антураж (ночью, при луне, в белом одеянии), а моделирует «приземлённую» бытовую мизансцену: она появляется перед читателем «в ночном чепце и при платочке» в заспанном виде.
Демонстративно приземлённое описание реалий сельской жизни деромантизирует восприятие поэмы в традиционном понимании этого процесса. Пушкин акцентирует внимание на скуке, грязи, ненастьи, на заднем дворе графского имения, а кульминацией описания неприхотливого «отталкивающего» быта является короткое упоминание о драке козла с дворовой собакой, за которой, скучая, Наталья Павловна наблюдает через окно. Намерение парафрастической трасформации шекспировского конфликта (Тарквиний-младший обесчестил супругу военачальника Коллатина Лукрецию, которая вынуждена была совершить самоубийство, а Коллатин и его сподвижники поднимают народное восстание, которое завершается окончательным низвержением и изгнанием царской династии, которую представляет Тарквиний Гордый, отец Тарквиния-младшего) может быть воспринято, скорее всего, только как интратекстуальный повод для создания этой новаторской поэмы.
Согласно самому Пушкину, он решил иронически порассуждать о «мелких причинах великих последствий», шутливо моделируя цепь закономерных последствий насилия над Лукрецией:

Что, если бы Лукреции пришло в голову дать пощёчину Тарквинию? быть может, это охладило б его предприимчивость и он со стыдом принуждён был отступить? Лукреция б не зарезалась, Публикола не взбесился бы, Брут не изгнал бы царей, и мир и история мира были бы не те… Мысль пародировать историю и Шекспира мне представилась, я не мог воспротивиться двойному искушению и в два утра написал эту повесть. 

## В театре
В 1941 году композитор Борис Асафьев на основе поэмы Пушкина написал балет с таким же названием. Спектакль имел крайне неудачную сценическую историю. В 1959 году балетмейстер Владимир Варковицкий использовал его музыку для своей постановки «Граф Нулин», ставшей первым телевизионным фильмом-балетом в истории советского телевидения.